# Саліковський Олександр Хомич
Олекса́ндр Хоми́ч Саліко́вський (13 березня 1866, село Старий Потік, тепер Потоки, Жмеринський район, Вінниччина — 22 листопада 1925, Варшава) — громадсько-політичний і культурний діяч, журналіст. Міністр внутрішніх справ Директорії УНР.

## Життєпис

Уряд Директорії та вище командування Армії УНР після наради в Ялтушкові, 7.11.1920 р.
Перший ряд: Іван Омелянович-Павленко (1), Симон Петлюра (2), Михайло Омелянович-Павленко (3), Гаврило Базильський (4).
Другий ряд: Андрій Лівицький (5), Олександр Саліковський (6).
Третій ряд: Євген Архипенко (7), Олександр Удовиченко (8), Олексій Галкин (9), Олександр Загродський (10), Пінхас Красний (11), Марко Безручко (12), Андрій Долуд (13), Петро Ліпко (14), Андрій Гулий-Гуленко (15), Сергій Тимошенко (16)

Родом зі священичої родини. Вчився у Шаргородській духовній школі та Кам'янець-Подільській духовній семінарії. Замолоду захопився ідеями національного визволення; пропагував їх, працюючи сільським учителем, згодом радником Подільського губернського земства. Не маючи змоги офіційно вступити до університету, в 1890-ті — 1900-ті навчався як вільний слухач й одночасно учителював у сільській місцевості. За політичну діяльність переслідуваний: кілька разів заарештований, 2 роки перебував у засланні, 4 місяці у Кам'янець-Подільській в'язниці. У 1904 звільнений з посад як неблагонадійний, переїхав до Києва.
У 1906—1907 видавав газету «Киевский голос». Співробітник, потім редактор російського щоденника «Киевские отклики» (1904—1909). 1910 року переїхав до Москви, де в 1912 разом із Симоном Петлюрою редагував журнал «Украинская Жизнь», заснований місцевою українською громадою. Редактор щоденника «Приазовский край» у Ростові (1913—1915), перетворив на перше популярне регіональне видання в цьому краї. Співредактор журналу «Украинская жизнь» у Москві (1912, 1915—1917). 1916 перебував на службі у відділі історіографії Всеросійського земського союзу. Спілкувався з М. С. Грушевським під час перебування останнього в московському засланні, разом започаткували видання журналу «Промінь» (листопад 1916-17). У грудні 1916 як член московської громади ТУП підтримав декларацію «Наша позиція» із заявою про перехід українського суспільства від нейтралітету до протесту щодо продовження участі Росії в Першій світовій війні. Належав до товариства українських народовців, Української демократично-радикальної партії.
Лютий 1917 — голова Української Ради у Москві. Один із засновників і лідерів Української партії соціалістів-федералістів, був членом Центральної Ради; київський губернський комісар. У видавництві «Задруга» (Москва) разом з Л. С. Козловським організував випуск політико-просвітницької серії російською мовою «Свобода и братство народов» (1917 вийшло 24 назви). Злам в його світогляді, що стався після остаточного усвідомлення невиправної та відвертої великодержавності російської демократії, з якою він стільки років співпрацював, яскраво описав в мемуарах О. Г. Лотоцький. За часів Гетьманату обраний членом Всеукраїнської земської управи, входив до складу Українського національного союзу. 1918—1919 — редактор щоденника «Трибуна». У червні 1918 в газеті «Нова рада» (орган УПСФ) виступив з серією статей «Криза федеративної ідеї на Україні»: «Ідея щодо федерації України з Великоросією убита — принаймні, тимчасово — і убита вона зусиллями російської демократії, як буржуазної, так і соціалістичної… Не до федерації тягне сучасна Великоросія…, а до нового „збирання Росії“, тобто до того, щоб захопити усе та поглинути». 18 травня брав участь у делегації українських суспільних діячів до германського посла А.Мумма з протестом щодо арешту членів Селянської спілки. 3 червня 1918 як представник УПСФ разом з С. О. Єфремовим був учасником Всеукраїнського з'їзду діячів преси. 16 червня на з'їзді представників земств; його підпис як члена Президії Всеукраїнського земського союзу стоїть під меморандумом до Скоропадського. 28 серпня Саліковський був несподівано заарештований. Міністр Кістяківський вибачився, потрактувавши це як непорозуміння.
У часі Директорії УНР в жовтні 1919 подорожував на Дон (Ростов-на-Дону та Новочеркаськ) разом з Левком Чикаленком (як було заявлено публічно, за дорученням газет «Рада» та «Промінь»), насправді за проханням Головного Отамана, підкріпленим постановою Київського громадського комітету- для пошуку контактів з ліберально та демократично налаштованими представниками Всевеликого Війська Донського, аби довести, що «їхня підтримка Денікініяди рано чи пізно, а обернеться проти них, і тоді вони самі на себе нарікатимуть, що також і через них завалено було нашу державність».
Посол УНР у Ризі, 20 травня — 15 жовтня 1920 — міністр внутрішніх справ УНР у кабінеті В. Прокоповича. 14 жовтня 1920 призначений заступником голови Ради Міністрів УНР. 3 11 лютого 1921 — член Вищої військової ради.
1921—1922 редактор щоденника «Українська трибуна» у Варшаві, місячника — «Трибуна України» (1922—1923) та тижневика «Українська справа», співробітничав у галицькій газеті «Діло». У статтях, опублікованих у періодиці, також у збірнику «Нова Україна» (1920) розвивав ідеї україно-слов'янського федералізму. Виступав під псевдонімами О. Хоменко, О. Паський. Автор спогадів «На порозі Гетьманщини» (1924). Працював лектором в таборах для інтернованих українських вояків УНР в Польщі. На терені дитячої літератури підготувавши до видання книгу «Що треба знати кожному. Енциклопедія для дітей та для самоосвіти» (підґрунтям якої став переклад книги американського педагога Е. Гульдена, доповнений Саліковським двома оригінальними розділами «Історія України» та «Історія української літератури».
У Варшаві зібрав бібліотеку, фонд якої становив 1500 томів. У 1926 вона перейшла до Української бібліотеки у Варшаві, що стало основою цієї бібліотеки.
Помер у Варшаві.